# Banganarti

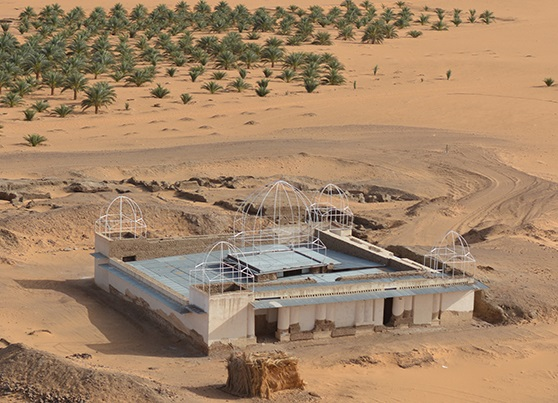
Een moderne constructie beschermt de opgravingen van de Kerk van Banganarti

Banganarti is een klein dorp in Soedan, ongeveer halverwege de 3e en 4e cataract van de Nijl. Het is ongeveer 10 km gelegen van de oude hoofdstad Dongola, de hoofdstad van het historische  Makuria. In de middeleeuwen was Banganarti een christelijk bedevaartsoord, waarvan de kerk bewaard is gebleven. 
Deze kerk van Banganarti is in 2001 door een Pools team opgegraven. Er zijn twee gebouwen opgegraven: één uit de 7e en één uit de 11e eeuw. In de kerken waren ook graven aanwezig en de muren waren beschilderd met muurschilderingen. Op de muren waren teksten geschreven in zowel het Oudgrieks als het Nubisch.